# Culicoides rarus
Culicoides rarus är en tvåvingeart som beskrevs av Gupta 1963. Culicoides rarus ingår i släktet Culicoides och familjen svidknott. Inga underarter finns listade i Catalogue of Life.